# Smalbroek (plaats)
Smalbroek is een buurtschap in de gemeente Midden-Drenthe, in de Nederlandse provincie Drenthe. Het is aan de gelijknamige weg en wordt ook wel wegdorp genoemd.
Smalbroek ligt ten zuidwesten van Beilen. De buurtschap ligt ook in het dorpsgebied van Beilen. Ten zuiden van de buurtschap ligt het Dwingelderveld. In het westelijke deel is een grote camping gelegen.
Smalbroek had in 1840 15 inwoners verdeeld over 3 huizen. Het aantal huizen is in de 20ste eeuw gegroeid naar de 30. Het heeft in het begin van de 21ste eeuw circa 80 inwoners. De naam van de buurtschap kan worden uitgelegd als: klein moeras, waarbij smal = klein, niet breed en broek = moeras.
Smalbroek behoorde tot 1998 tot de gemeente Beilen. Samen met de naburige buurtschap Terhorst heeft de buurtschap een eigen buurtvereniging, sinds 2017 Smalhorst geheten.
Hoofdplaats: Beilen

Overige kernen: Alting · Balinge · Beilervaart · Bovensmilde · Brunsting · Bruntinge · De Polle · Drijber · Elp · Eursing · Eursinge · Garminge · Hijken · Hijkersmilde · Holthe · Hoogersmilde · Hooghalen · Klatering · Laaghalen · Laaghalerveen · Lieving · Lievingerveld · Makkum · Mantinge · Nieuw-Balinge · Norgervaart (deels) · Oosthalen · Oranje · Orvelte · Smalbroek · Rheeveld · Smilde · Spier · Terhorst · Westerbork · Wijster · Witteveen · Zuidveld · Zwiggelte

Drenthe: Steden en dorpen      Nederland: Provincies · Gemeenten